# Ciclismo ai Giochi della XXIX Olimpiade - Inseguimento a squadre maschile
Le gare di Inseguimento a squadre maschile dei Giochi della XXIX Olimpiade furono corse il 17 al 18 agosto al Laoshan Velodrome. La medaglia d'oro fu vinta dalla selezione britannica, composta da Ed Clancy, Paul Manning, Geraint Thomas e Bradley Wiggins.
Vide la partecipazione di 10 squadre composte da 4 atleti ognuna.

## Squadre
- Ucraina: Volodymyr Djudja, Ljubomyr Polatajko, Maksym Poliščuk e Vitalij Ščedov;
- Colombia: Juan Esteban Arango, Arles Castro, Juan Pablo Forero e Jairo Pérez;
- Spagna: Sergi Escobar, Asier Maeztu, Antonio Miguel e David Muntaner;
- Francia: Damien Gaudin, Matthieu Ladagnous, Christophe Riblon e Nicolas Rousseau;
- Paesi Bassi: Levi Heimans, Robert Slippens, Wim Stroetinga e Jens Mouris;
- Russia: Aleksej Markov, Aleksandr Petrovskij, Aleksandr Serov, Nikolaj Trusov[1] e Evgenij Kovalev;
- Australia: Jack Bobridge, Mark Jamieson, Bradley McGee, Luke Roberts[1] e Graeme Brown;
- Nuova Zelanda: Sam Bewley, Westley Gough[1], Marc Ryan, Jesse Sergent e Hayden Roulston;
- Danimarca: Michael Færk Christensen[1], Casper Jørgensen, Jens-Erik Madsen, Alex Rasmussen e Michael Mørkøv;
- Gran Bretagna: Ed Clancy, Paul Manning, Geraint Thomas e Bradley Wiggins;

## Risultati

### Round di qualificazione
Nel round di qualificazione le squadre gareggiarono sole e si qualificarono le otto con il miglior tempo.
| Manche | Paese         | Tempo    | Pos. | Note |
| ------ | ------------- | -------- | ---- | ---- |
| ?      | Gran Bretagna | 3'57"101 | 1    | Q    |
| ?      | Nuova Zelanda | 3'59"277 | 2    | Q    |
| ?      | Australia     | 4'02"041 | 3    | Q    |
| ?      | Danimarca     | 4'02"191 | 4    | Q    |
| ?      | Francia       | 4'03"679 | 5    | Q    |
| ?      | Paesi Bassi   | 4'04"846 | 6    | Q    |
| ?      | Spagna        | 4'06"509 | 7    | Q    |
| ?      | Russia        | 4'06"518 | 8    | Q    |
| ?      | Ucraina       | 4'07"883 | 9    |      |
| ?      | Colombia      | 4'11"397 | 10   |      |

### Primo turno
Il primo turno vide l'accoppiamento delle squadre in base ai tempi del turno precedente, quindi il primo contro l'ultimo e così via. I vincitori di ogni gara passarono al turno finale.
Nota: DNF ritirato, DSQ squalificato, OVL sorpassata, WR record del mondo
| Manche | Paese         | Tempo    | Pos. | Note  |
| ------ | ------------- | -------- | ---- | ----- |
| 1      | Danimarca     | 3'56"831 | 2    | Q     |
| 1      | Francia       | -        | DSQ  |       |
| 2      | Australia     | 3'58"633 | 4    | Q     |
| 2      | Paesi Bassi   | a 1 giro | OVL  |       |
| 3      | Nuova Zelanda | 3'57"536 | 3    | Q     |
| 3      | Spagna        | a 1 giro | OVL  |       |
| 4      | Gran Bretagna | 3'55"202 | 1    | Q, WR |
| 4      | Russia        | a 1 giro | OVL  |       |

### Turno finale
Le due squadre con i migliori tempi del secondo turno si affrontarono per la medaglia d'oro, mentre le altre due per il bronzo.
Gara per l'oro
Nota: WR record del mondo
| Pos. | Paese         | Tempo    | Note |
| ---- | ------------- | -------- | ---- |
| 1    | Gran Bretagna | 3'53"314 | WR   |
| 2    | Danimarca     | 3'59"006 |      |

Gara per il bronzo
| Pos. | Paese         | Tempo    | Note |
| ---- | ------------- | -------- | ---- |
| 3    | Nuova Zelanda | 3'57"776 |      |
| 4    | Australia     | 3'59"006 |      |